# Район Магжана Жумабаєва
Магжа́на Жумаба́єва район (каз. Мағжан Жұмабаев ауданы, рос. Магжана Жумабаева район) — адміністративна одиниця у складі Північноказахстанської області Казахстану. Адміністративний центр — місто Булаєво.

## Населення
Населення — 27687 осіб (2021; 36924 у 2009, 49679 у 1999, 64634 у 1989).
Національний склад (станом на 2015 рік):
- росіяни — 18406 осіб (56,96 %)
- казахи — 9279 осіб (28,71 %)
- німці — 1591 особа (4,92 %)
- українці — 1465 осіб (4,53 %)
- татари — 435 осіб
- білоруси — 277 осіб
- азербайджанці — 190 осіб
- поляки — 153 особи
- чеченці — 59 осіб
- литовці — 59 осіб
- чуваші — 53 особи
- таджики — 29 осіб
- вірмени — 25 осіб
- башкири — 18 осіб
- узбеки — 17 осіб
- інгуші — 15 осіб
- мордва — 12 осіб
- інші — 230 осіб

## Історія
Булаєвський район був утворений 17 січня 1928 року у складі Кзил-Джарського (пізніше Петропавловського) округу. 17 грудня 1930 року до складу району передана частина Бейнеткорського району, частини ліквідованих Ворошиловського та Трудового районів, а до складу Бейнеткорського району передана частина Булаєвського району. Район перейшов у пряме підпорядкування республіці. 3 липня 1931 року сільрада №8, прийнята раніше зі складу Бейнеткорського району, перейменована в Первомайську. 1 серпня 1931 року ліквідовано Александровську сільраду. 11 вересня 1931 року відбулася передача сільрад в межах Булаєвського, Ленінського, Бейнеткорського та Тонкерейського районів. 2 березня 1932 року до складу району були приєднані 6 сільрад (Барська (Жовтнева), Березняковська, Заросла, Комишловська, Куломзінська, Суворовська) Ісількульського району Західно-Сибірського краю РРФСР, а до складу Ісількульського району відійшла Первотаровська сільрада
10 березня 1932 року район увійшов до складу новоствореної Карагандинської області. 1 квітня 1932 року відбулася передача сільрад в межах Булаєвського та Тонкерейського районів. 29 липня 1936 року район увійшов до складу новоствореної Північноказахстанської області.
8 квітня 1940 року селище Булаєво отримало статус селища міського типу. 8 травня 1944 року зі складу району було виділено 13 сільрад (Березняковська, Воскресенська, Зарослинська, Комишловська, Колосовська, Куломзінська, Леб'яжинська, Ново-Успенська, Октябрська, Пролетарська, Суворовська, Чистянська) з метою утворення нового Конюховського району. 16 березня 1948 року до складу району передано територію радгоспу Совєтський сусіднього Радянського району.
21 жовтня 1955 року до складу Булаєвського району передано територія радгоспу Молодіжний сусіднього Радянського району. 27 квітня 1956 року до складу Булаєвського району передано 148,44 км² (землі радгоспу Лісні поляни, обласної контори Заготскот, Селектинського державного земельного фонду) сусіднього Радянського району. 30 липня 1957 року до складу Молодіжної селищної ради передано села Кзил-ту, Сартомар, Тенельдик Сартомарської аулради сусіднього Радянського району; до складу Надеждинської сільради — села Амбарне, Красне, Образець, Свєт Кара-Кугинської селищної ради сусіднього Конюховського району.
27 травня 1960 року зі складу радгоспу Булаєвський до складу радгоспу імені Кірова Червоноармійського району Кокчетавської області передано територію площею 6 км²; взамін до складу радгоспу Булаєвський Булаєвського району з радгоспу імені Кірова передано 4 км², з радгоспу Совєтський — 2 км².
2 січня 1963 року до складу району було приєднано територію ліквідованого Конюховського району у складі 6 сільрад — Карагугинської, Колосовської, Конюховської, Лебяжинської, Октябрської та Чистянської. 8 травня 1963 року до складу району увійшла Гавринська сільрада Радянського району.
2 січня 1967 року шляхом виділення із Булаєвського району 8 сільрад (Возвишенської, Ждановської, Карагандинської, Майбалицької, Молодогвардійської, Совєтської, Таманської та Узункольської) утворено Возвишенський район. 6 січня 1967 року до складу району передана Полудінська сільрада Радянського району.
13 травня 1969 року смт Булаєво отримало статус міста. 19 травня 1969 року до складу району передані села Мальцевка, Рявкино та Самарка Соколовського району. 31 березня 1977 року населені пункти Комсомол, Леніно, Писаревка, станція Писаревка Успенської сільради передані до складу Таманської сільради Возвишенського району.
8 грудня 1993 року в країні була розпочата адміністративна реформа, при якій сільради перетворені в сільські округи, міські та селищні ради — у міські та селищні адміністрації відповідно. 12 січня 1994 року адміністративні зміни відбулись в Північноказахстанській області, в Булаєвському районі було утворено 15 сільських округів.
23 травня 1997 року до складу району увійшла територія ліквідованого Возвишенського району.
23 листопада 2000 року Булаєвський район перейменовано в район Магжана Жумабаєва.

## Склад
До складу району входять міська адміністрація та 17 сільських округів:
| Поселення                          | Площа, км² | Населення, осіб (1989) | Населення, осіб (1999) | Населення, осіб (2009) | Населення, осіб (2021) | Центр             | Населені пункти |
| ---------------------------------- | ---------- | ---------------------- | ---------------------- | ---------------------- | ---------------------- | ----------------- | --------------- |
| Булаєвська міська адміністрація    | -          | 12488                  | 10359                  | 9086                   | 9175                   | Булаєво           | 2               |
| Авангардський сільський округ      | 266,98     | 2090                   | 1855                   | 1277                   | 864                    | Полтавка          | 3               |
| Аккайинський сільський округ       | -          | 3196                   | 2328                   | 1432                   | 838                    | Октябрське        | 5               |
| Алтинданський сільський округ      | -          | 3793                   | 3221                   | 2652                   | 1629                   | Совєтське         | 2               |
| Байтерецький сільський округ       | -          | 2332                   | 1966                   | 1422                   | 1086                   | Байтерек          | 4               |
| Бастомарський сільський округ      | 533,19     | 2903                   | 2285                   | 1540                   | 989                    | Бастомар          | 3               |
| Возвишенський сільський округ      | 616,04     | 6690                   | 4946                   | 3184                   | 2228                   | Возвишенка        | 3               |
| Каракогинський сільський округ     | 319,39     | 3608                   | 2876                   | 2501                   | 2073                   | Каракога          | 3               |
| Конюховський сільський округ       | -          | 2054                   | 1414                   | 770                    | 449                    | Конюхово          | 2               |
| Леб'яжинський сільський округ      | -          | 1736                   | 1330                   | 979                    | 645                    | Леб'яже           | 2               |
| Магжанський сільський округ        | -          | 1667                   | 1151                   | 660                    | 410                    | Жастар            | 2               |
| Молодогвардійський сільський округ | 663,60     | 3224                   | 2308                   | 1521                   | 682                    | Молодогвардійське | 2               |
| Ногайбайбійський сільський округ   | 564,34     | 4800                   | 3748                   | 2719                   | 1575                   | Надежка           | 6               |
| Полудінський сільський округ       | -          | 3463                   | 2545                   | 1908                   | 1499                   | Полудіно          | 3               |
| Таманський сільський округ         | -          | 2980                   | 2049                   | 1376                   | 846                    | Таманське         | 3               |
| Узункольський сільський округ      | -          | 1719                   | 1257                   | 960                    | 730                    | Узинколь          | 3               |
| Успенський сільський округ         | 371,19     | 2254                   | 1478                   | 957                    | 628                    | Успенка           | 4               |
| Чистовський сільський округ        | -          | 3637                   | 2415                   | 1980                   | 1341                   | Чистовське        | 5               |

## Найбільші населені пункти
Населені пункти з чисельністю населення понад 1000 осіб:
| № | Населений пункт | Населення, осіб (1989) | Населення, осіб (1999) | Населення, осіб (2009) | Населення, осіб (2021) |
| - | --------------- | ---------------------- | ---------------------- | ---------------------- | ---------------------- |
| 1 | Булаєво         | 11484                  | 9638                   | 8433                   | 8535                   |
| 2 | Возвишенка      | 4479                   | 3430                   | 2407                   | 1932                   |
| 3 | Каракога        | 2798                   | 2176                   | 1962                   | 1726                   |
| 4 | Совєтське       | 2774                   | 2432                   | 2078                   | 1365                   |
| 5 | Полудіно        | 2377                   | 1790                   | 1492                   | 1226                   |